# Messy (Lola Young)
Messy è un singolo della cantante britannica Lola Young, pubblicato il 30 maggio 2024 come sesto estratto dal secondo album in studio This Wasn't Meant for You Anyway.
È stato candidato per l'Ivor alla miglior canzone musicalmente e liricamente, l'American Music Award alla canzone dei social dell'anno e il Kids' Choice Award alla canzone virale preferita del 2025.

## Descrizione
Quinta traccia del disco, Messy è stato definito un brano doo-wop e pop soul da NME e Billboard. Claudio Cabona, autore per Rockol, ne ha riscontrato delle sonorità pop rock degli anni ottanta.
Young, nel corso di un'intervista concessa a Metal Magazine, ha dichiarato:
Young ha rivelato all'Atwood Magazine che il testo del pezzo è uno dei suoi migliori e il suo preferito da This Wasn't Meant for You Anyway. Ha inoltre descritto la canzone «cruda», «onesta» e che «racchiude molti dei temi dell'album». Riguarda «l'abbracciare le imperfezioni e trovare la forza in ciò che sono, stravagante o meno».

## Promozione
Lola Young ha avviato una campagna promozionale per il brano subito dopo l'aumento di popolarità registrato da quest'ultimo; infatti, il 22 gennaio 2025 l'ha cantato per la prima volta in televisione al Tonight Show di Jimmy Fallon, due giorni più tardi l'ha eseguito all'Elvis Duran and the Morning Show e il 31 gennaio sia durante una trasmissione della stazione radiofonica australiana Triple J che al Graham Norton Show. Ha poi portato la canzone sul palco dei BRIT Awards 2025.

## Video musicale
Il video, diretto da Sarah Dattani Tucker, è stato reso disponibile in concomitanza con l'uscita del brano attraverso il canale YouTube dell'artista ed è finito in lizza per l'MTV Video Music Award al miglior video alternative.

## Tracce
Testi e musiche di Lola Young e Conor Dickinson.
Download digitale, streaming
1. Messy – 4:44

Download digitale, streaming – EP
1. Messy – 4:44
2. Messy (Stripped) – 3:25
3. Messy (Live Version at Inas Nacht) – 3:44
4. Messy (Instrumental) – 4:44
5. Messy (Sped Up) – 4:18

7"
- Lato A

1. Messy – 4:44

- Lato B

1. Messy (Acoustic) – 4:24

## Formazione
Hanno partecipato alle registrazioni, secondo le note di copertina digitali di This Wasn't Meant for You Anyway:
Musicisti
- Lola Young – voce
- Conor Dickinson – basso acustico, chitarra acustica, chitarra elettrica
- Jared Solomon – basso, chitarra elettrica, programmazione
- Will Brown – batteria, sintetizzatore, tastiere
- Monsune – programmazione, tastiere
- Carter Lang – percussioni, sintetizzatore, tastiere

Produzione
- Carter Lang – produzione
- Monsune – produzione
- Solomonophonic – produzione
- Manuka – produzione
- Dale Becker – mastering
- Nathan Phillips – missaggio

## Successo commerciale
Messy ha raggiunto la cima della Official Singles Chart dopo aver aumentato le proprie vendite per la diciassettima settimana e aver trascorso tre settimane consecutive sul podio della classifica nazionale; nella pubblicazione del 30 gennaio 2025 ha accumulato 50 697 unità, di cui 1 052 provenienti dal formato 7". La settimana seguente ha incrementato le proprie vendite dell'11,49% (56 524, di cui 2 992 download), sufficienti da farlo rimanere in vetta. Ha poi mantenuto la medesima posizione per una terza settimana di fila, crescendo in termini di vendite digitali (3 356 copie) e aggiungendo al suo totale altre 56 479 unità complessive. Nonostante un calo delle unità vendute dell'8% a 51 751, è riuscito a completare un mese intero in cima alla hit parade nazionale. Dopodiché è stato spodestato da Not like Us (2024) di Kendrick Lamar, scendendo così al 2º posto con 46 869 vendite. Messy ha accumulato 775 000 unità dall'uscita al primo quadrimestre del 2025, di cui 597 000 vendute nei primi quattro mesi dell'anno; è così risultato quello più consumato nello stesso arco di tempo nel Regno Unito.
Lola Young è stata riconosciuta col premio alla rivelazione dalla GfK Entertainment per il successo registrato dal brano in Germania nel gennaio 2025, che l'ha portata in cima alla Deutsche Breakthrough Artistchart.

## Classifiche
| Classifica (2025)   | Posizione massima |
| ------------------- | ----------------- |
| Australia           | 1                 |
| Austria             | 6                 |
| Belgio (Fiandre)    | 1                 |
| Belgio (Vallonia)   | 1                 |
| Bielorussia         | 118               |
| Brasile             | 97                |
| Bulgaria            | 5                 |
| Canada              | 7                 |
| Danimarca           | 8                 |
| Emirati Arabi Uniti | 15                |
| Estonia             | 3                 |
| Finlandia           | 32                |
| Francia             | 6                 |
| Germania            | 7                 |
| Grecia              | 7                 |
| Irlanda             | 1                 |
| Islanda             | 3                 |
| Israele             | 33                |
| Italia              | 32                |
| Lettonia            | 5                 |
| Libano              | 2                 |
| Lituania            | 5                 |
| Lussemburgo         | 3                 |
| Norvegia            | 4                 |
| Nuova Zelanda       | 4                 |
| Paesi Bassi         | 4                 |
| Polonia             | 8                 |
| Portogallo          | 8                 |
| Regno Unito         | 1                 |
| Repubblica Ceca     | 34                |
| Romania             | 2                 |
| Russia              | 14                |
| Slovacchia          | 25                |
| Spagna              | 53                |
| Stati Uniti         | 14                |
| Svezia              | 8                 |
| Svizzera            | 3                 |
| Thailandia          | 15                |
| Ucraina             | 109               |
| Ungheria            | 36                |

## Date di pubblicazione
| Paese                 | Data             | Formato                      | Versione  | Etichetta               | Nota   |
| --------------------- | ---------------- | ---------------------------- | --------- | ----------------------- | ------ |
| Mondo                 | 30 maggio 2024   | Download digitale, streaming | Originale | Day One Limited, Island | [ 59 ] |
| Mondo                 | 22 novembre 2024 | Download digitale, streaming | EP        | Day One Limited, Island | [ 60 ] |
| Italia                | 19 dicembre 2024 | Contemporary hit radio       | Originale | EMI                     | [ 61 ] |
| Stati Uniti d'America | 10 gennaio 2025  | Contemporary hit radio       | Originale | Island, Republic        | [ 62 ] |
| Mondo                 | 31 gennaio 2025  | 7"                           | Originale | Island                  | [ 63 ] |